# Фигурные стихи

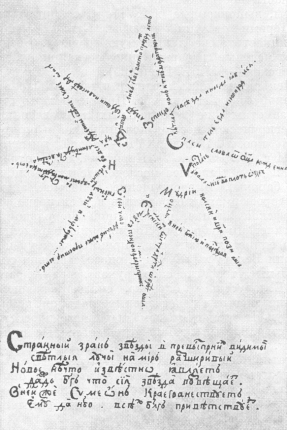
«Благоприветствие царю Алексею Михайловичу по случаю рождения царевича Симеона» Симеона Полоцкого

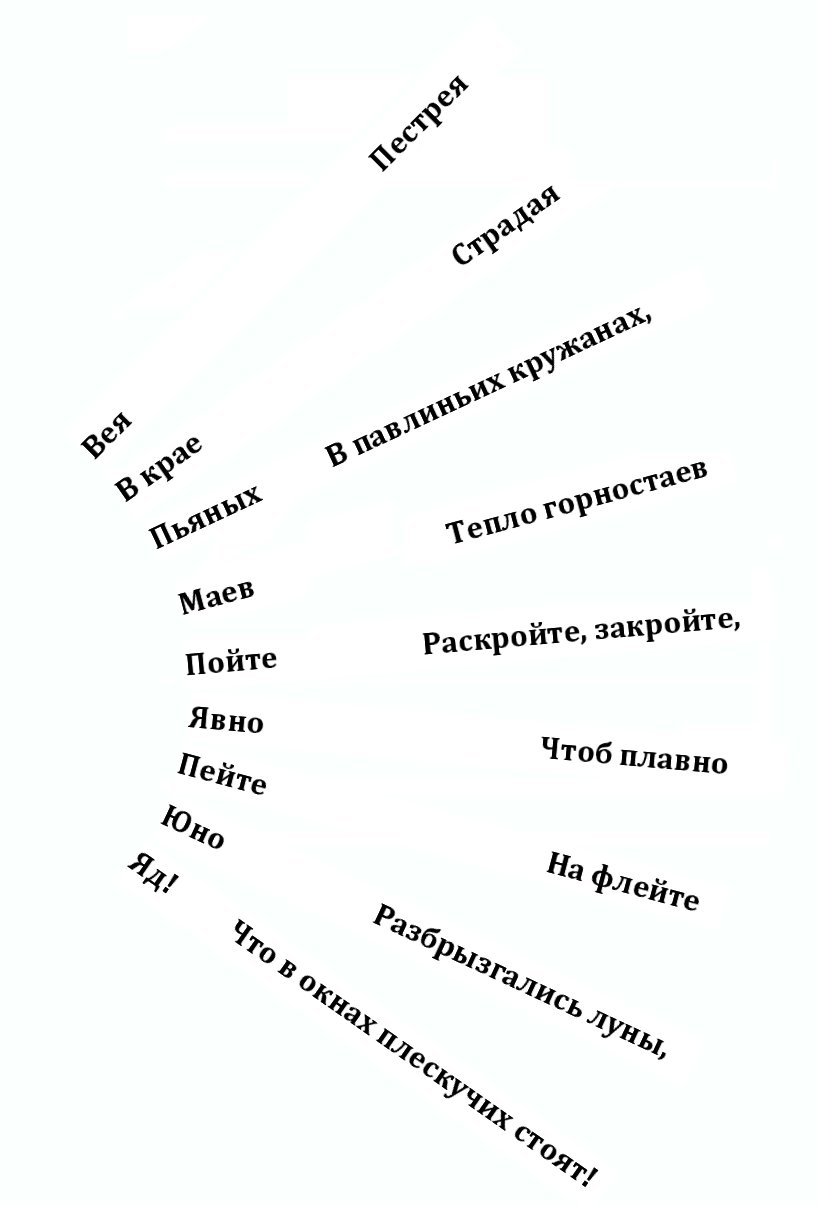
«Веер» Сергея Третьякова (1913)

Фигурные стихи или графические стихи, также стихографика и каллиграмма, — разновидность поэтической типографики, стихи, в которых графический рисунок строк или выделенных в строках букв складывается в изображение какой-либо фигуры или предмета (монограмма, ромб и др.), проще говоря, слова стихотворения образуют рисунок. Известны с III века до н. э.

Ещё древнегреческий поэт Симмий Родосский писал стихотворения в форме яйца, секиры и крыльев, с соответствующим форме содержанием.
Монахи Средневековья предпочитали крест и восьмиконечные звезды, как, например, Симеон Полоцкий в XVII веке (позже именно от его творчества отталкивались русские символисты; в особенности обрывочный приём Андрея Белого, т. н. «лесенка», явно вдохновлён поэмами Полоцкого). Рабле в XVI веке сочинил оду бутылке.
Поэзия барокко любила стихи-рисунки (Катарина Регина фон Грейфенберг часто писала сонеты в форме креста); в России XVII века они были в большой моде. В XVIII—XIX веках фигурные стихи писали:
- Державин,
- Сумароков,
- Ржевский,
- Апухтин,
- Рукавишников и другие.

Позже фигурными стихами увлекались символисты и авангардисты:
- Брюсов,
- Кирсанов,
- Вознесенский и другие.

## Каллиграммы Аполлинера

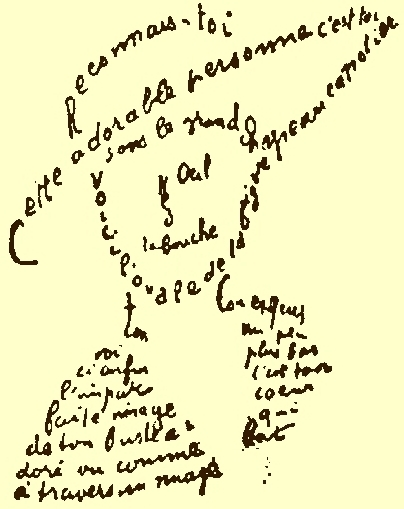
«Стих для Лу» Гийома Аполлинера, 9 февраля 1915

Французский поэт Гийом Аполлинер выпустил в 1918 году сборник графических стихов, которые он назвал придуманным им словом «Каллиграммы» (от «каллиграфия» и «идеограмма»).
Каллиграммы Аполлинера, как правило, представляют собой коллажи из рукописных фрагментов, не поддающихся прочтению ввиду неразборчивости почерка, что служит ещё одним подтверждением того факта, что в художественной речи номинативная функция зачастую становится вторичной по отношению к функции изобразительной.
Слово вошло и в другие языки, включая русский.